# Unterer-Sambesi-Nationalpark
Der Untere-Sambesi-Nationalpark (englisch Lower Zambezi National Park) liegt am sambischen Ufer gegenüber vom simbabwischen Mana-Pools-Nationalpark in Sambia am Mittellauf des Sambesi zwischen Kariba-Talsperre und der Mündung des Luangwa kurz oberhalb des Cabora-Bassa-Sees.
Der Park umfasst 4092 km² und gilt als wenig touristisch erschlossen, obwohl zahlreiche Lodges und Camps existieren und Rundfahrten in Auto und Boot angeboten werden. Das Gelände neben der unmittelbaren Aue des Stromes ist jedoch so gebirgig, dass seine Erschließung mit Fahrwegen nahezu unmöglich und es auch für Tiere unüberwindbar ist. Der Tierbestand des Parks ist groß, doch nicht so vielfältig wie im Südluangwa-Nationalpark.
Der Park ist über das sambische Chirundu zu erreichen.

## Landschaft
Die Landschaft wird vom wechselnden Wasserstand des Sambesi geprägt. Es gibt Uferlandschaften, Inseln, Sandbänke und Tümpel. Trockenere Gebiete sind von einem Wald aus Mahagoni, Ebenholz, Affenbrotbaum und wilden Feigen bewachsen. Der Fluss und die Flutebene werden von steilen Klippen begrenzt.

## Tierwelt
Da die dauerhaft wasserführenden Tümpel in der Trockenzeit die einzige Wasserquelle im weiten Umkreis sind, versammeln sich hier zahlreiche Tiere. Das Gebiet ist daher beliebt zur Beobachtung von Großtieren. Dazu gehören Afrikanischer Elefant, Afrikanischer Büffel, Leopard und Gepard. Zahlreiche Nilkrokodile und Flusspferde des im Sommer austrocknenden Sambesi ziehen sich in die wenigen verbleibenden Gewässer zurück.
Der Nationalpark ist ein „bedeutendes Vogelgebiet“ (Important Bird Area).